# كارل شينك
كارل شينك هو قس وسياسي سويسري، ولد في 1 ديسمبر 1823 في برن في سويسرا، وتوفي بنفس المكان في 18 يوليو 1895. نشط حزبياً في الحزب الديمقراطي الحر. وقد انتخب رئيس مجلس الولايات السويسري ‏ وانتخب عضو مجلس الولايات السويسري ‏ وانتخب عضو المجلس الفيدرالي السويسري ‏.